# Елиот Нес
Елиот Нес (енгл. Eliot Ness; Чикаго, 19. април 1903 — Каудерспорт, 16. мај 1957) је био агент америчког Бироа за прохибицију, познат по својим напорима да успостави прохибицију у Чикагу и као вођа Несаломивих, групе агената која је заслужна за хапшење и осуђивање гангстера Ала Капонеа.